# Бессуде
Бессуде (итал. Bessude) — коммуна в Италии, располагается в регионе Сардиния, в провинции Сассари.
Население составляет 501 человек (2008 г.), плотность населения составляет 19 чел./км². Коммуна занимает площадь 27 км². Почтовый индекс — 7040. Телефонный код — 079.
Покровителем коммуны почитается святитель Мартин Турский, празднование 11 ноября.

## Демография
Динамика населения:

## Администрация коммуны
- Официальный сайт: http://www.comune.bessude.ss.it/